# الجمعية الملكية
جمعية لندن الملكية لتحسين المعرفة الطبيعية (بالإنجليزية: Royal Society of London for the Improvement of Natural Knowledge)‏ وتعرف اختصارًا بالجمعية الملكية (Royal Society) هي هيئة تعمل على نشر العلم أُسِّسَت سنة 1660. هي مؤسسة تتبع المملكة المتحدة وتقوم الحكومة البريطانية بدفع 30 مليون جنيه سنويًا لتمويلها.

## تاريخ
تطورت الجمعية من نشاطات الكلية خفية. تأسست الجمعية الملكية عام 1660 قبل عدة أشهر من توحيد بريطانيا من قبل تشارلز الثاني.
يتم انتخاب رؤساء الجمعية الملكية لمدة خمس سنوات ويجب أن تكون بلاده من دول الكومنولث ويعتبر منصب رئيس المجتمع الملكي من أعلى التشريفات التي قد يتحصل عليها أي عالم.

## أهم التواريخ
- 1660: تأسيس الجمعية الملكية في كلية غريشام
- 1661: تم طبع اسم المجتمع الملكي لأول مرة وتتلقى المكتبة أول كتبه.
- 1662: يسمح مرسوم ملكي للمجتمع الملكي بنشر كتبه
- 1666: نشوب حريق كبير في لندن يجبر المؤسسة إلى الانتقال إلى اروندل هاوس.
- 1673: العودة إلى كلية غريشام
- 1874: تغيير قوانين انتخاب المنتسبين إليها للتأكد من الأعضاء الجدد سيتم اختيارهم على حسب انجازاتهم العلمية.
- 1850: أول مساعدة مالية تتحصل عليها من قبل الحكومة البريطانية وبلغت قيمتها ألف جنيه
- 1857: الانتقال إلى منزل بيرلينجتون في بيكاديللي
- 1944: تم قبول النساء كزملاء، وفي عام 1945 الأولتان كانتا مارجوري ستيفنسون وكاثلين لونسدال [11]
- 1967: انتقال إلى مقرها الحالي كارلتون هاوس تراس

## الجوائز
يمنح المجتمع الملكي عشرة جوائز سنويا لتكريم الباحثين على إنجازاتهم:
- ميدالية بوكنان: استحدثت في 1897 ومجالها العلوم الطبية
- وسام كوبلاي: استحدثت في 1731 ومجالها العلوم بصفة عامة
- ميدالية داريون: استحدثت سنة 1890 وتمنح في مجال العلوم البيولوجية التي عمل عليها داريون
- ميدالية دايفي: استحدثت سنة 1877 ومجالها الكيمياء
- ميدالية غابور: استحدثت سنة 1989 ومجالها علم الجينات والأحياء الذرية
- ميدالية هوغز: استحدثت سنة 1902 ومجالها الكهرباء والمغناطيسية
- ميدالية ليفرهولم: استحدثن سنة 1960 ومجالها الكيمياء النقية والتطبيقية
- الميدالية الملكية: استحدثت سنة 1826 ومجالها العلوم الطبيعية والتطبيقية
- ميدالية رامفورد: استحدثت سنة 1800
- ميدالية سيلفستر: استحدثت سنة 1901 ومجالها الرياضيات

## رئاسة الجمعية
رئيس الجمعية الملكية هو الرئيس لكل من المجتمع والمجلس. تم تحديد تفاصيل الرئاسة في الميثاق الثاني ولم يكن لها في البداية حدود للمدة التي يمكن أن يخدم فيها الرئيس؛ بموجب النظام الأساسي الحالي للمجتمع حددت المدة خمس سنوات.
الرئيس الحالي هو فينكاترامان راماكريشنان، الذي تولى منصب بول نرس في 30 نوفمبر 2015. تاريخيا، كانت واجبات الرئيس رسمية واجتماعية. لقد ترك قانون القسوة على الحيوانات لعام 1876 الرئيس كواحد من الأفراد القلائل القادرين على التصديق بأن هناك تجربة مبررة على حيوان ما. بالإضافة إلى ذلك، يقوم الرئيس بدور مستشار الحكومة (وإن كان غير رسمي) في الشؤون العلمية. هناك مهمة أخرى تتمثل في ترفيه الضيوف والعلماء الأجانب المتميزين.

## الشعار
شعار المجتمع، Nullius in verba ، هو لاتيني لـ «خذ كلمة لا أحد له». تم تبنيه للدلالة على تصميم الزملاء على إثبات الحقائق من خلال التجارب ويأتي من رسائل هوراس، حيث يقارن نفسه بمصارع الذي، بعد تقاعده، خالٍ من السيطرة.

## روابط خارجية
- الجمعية الملكية على موقع الموسوعة البريطانية (الإنجليزية)